# هاري كيلر
هاري كيلر (بالإنجليزية: Harry Keller)‏ هو مونتير ومنتج أفلام ومخرج أمريكي، ولد في 22 فبراير 1913 في لوس أنجلوس في الولايات المتحدة، وتوفي بنفس المكان في 19 يناير 1987.

## وصلات خارجية
- هاري كيلر على موقع IMDb (الإنجليزية)
- هاري كيلر على موقع ألو سيني (الفرنسية)
- هاري كيلر على موقع أول موفي (الإنجليزية)
- هاري كيلر على موقع قاعدة بيانات الأفلام السويدية (السويدية)
- هاري كيلر على موقع قاعدة بيانات الفيلم (الإنجليزية)
- هاري كيلر على موقع كينوبويسك (الروسية)